# Epigraphia 3D
Epigraphia 3D es un proyecto científico que consiste en la modelización 3D de inscripciones (principalmente romanas). Su ámbito de aplicación abarca tanto la investigación científica como la enseñanza de la epigrafía. Además, trata de acercar la disciplina a los más jóvenes y al público general.
Ha sido elaborado con la financiación de la Fundación Española para la Ciencia y la Tecnología (Ministerio de Economía y Competitividad) y la Universidad de Las Palmas de Gran Canaria. El proyecto está a cargo del Instituto Universitario de Aplicaciones Textuales (IATEXT) de la ULPGC. El responsable del proyecto (y director del IATEXT) es el doctor Manuel Ramírez Sánchez.

## Historia
En 2013 la Fundación Española para la Ciencia y la Tecnología (FECYT) financió el proyecto "Descifrando inscripciones romanas en 3D: Ciencia epigráfica virtual". Este proyecto fue propuesto como un trabajo multidisciplinar en el que participasen historiadores, filólogos e ingenieros. Su objetivo era aportar «la primera colección de inscripciones romanas en 3D, a escala mundial», acercando la epigrafía a los jóvenes y facilitando su estudio.
La primera fase abarcó la colección de 37 inscripciones del Museo Arqueológico Nacional, de diferentes tipologías (funerarias, votivas...) y soporte (piedra, metal, barro...). Se elaboró una ficha para cada inscripción, con sus datos principales. En 2014 el proyecto volvió a ser financiado por la FECYT para modelar una selección 59 inscripciones de la colección del Museo Nacional de Arte Romano de Mérida.
Esta segunda fase del proyecto continúa en desarrollo. Aún no es posible visualizar ninguna de las inscripciones en el sitio web oficial. Sin embargo, si se pueden visualizar las inscripciones que ya se han modelado en el perfil de Sketchfab de Epigraphia 3D.

## Resultados del proyecto

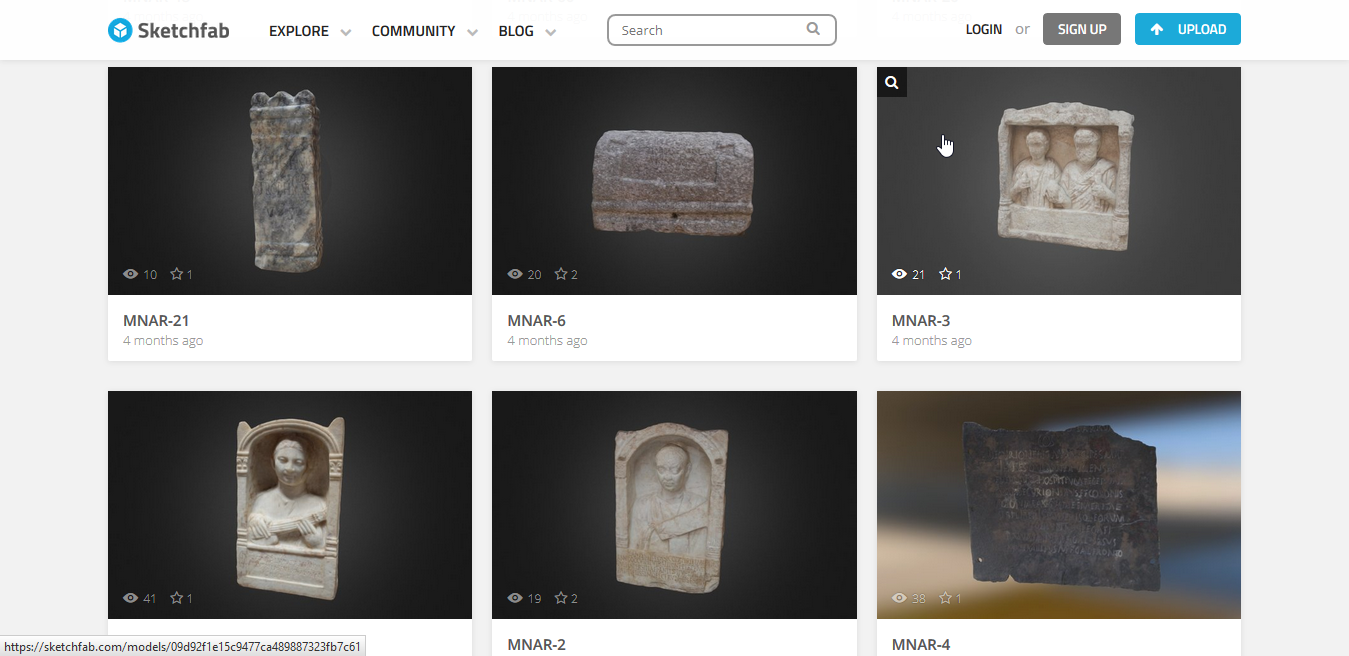
Captura del perfil de Sketchfab de Epigraphia 3D

A principios de enero de 2016 el proyecto Epigraphia 3D acumulaba 97 modelos 3D en Sketcfab, todos ellos públicos y con su respectiva ficha informativa.
El proyecto cuenta con un sitio web con información sobre el proyecto, las galerías de inscripciones en 3D y un apartado de "Recursos" desarrollado por sus investigadores con el objetivo de dar a conocer la epigrafía latina al público en general. Este apartado divulgativo consta de:
- Introducción: qué es la epigrafía, su historia, recursos especializados (revistas y bases datos), sobre los soportes epigráficos y cómo se estudia y se edita una inscripción.
- Lengua y literatura: una introducción al latín, sus casos y declinaciones, transcripción de nombres, formas verbales y la estructura en cada tipo de inscripción.
- Escritura latina: sobre el alfabeto latino y sus tipos de escritura (letra capital cuadrada o libraria y cursiva romana).
- Familia romana: introducción a los conceptos y el vocabulario de la familia romana, el matrimonio y una serie de actividades.
- Religión romana: introducción al templo romano, sus dioses, sacerdotes, ritos y el culto imperial iniciado en la época de Augusto.
- Mundo funerario: sobre la muerte y la vida en el más allá romano, y sus ritos e inscripciones funerarias.

Además, cuenta con un mapa interactivo en el que han marcado la procedencia de cada una de las 37 inscripciones pertenecientes a la colección.

### Publicaciones
El proyecto ha derivado una serie de publicaciones en diferentes revistas:
- Ramírez Sánchez, M.; García Sánchez, M.; Giralt Soler, S. (2015): "Epigraphia 3D. Un proyecto de innovación científica en la divulgación del patrimonio epigráfico de Hispania", Epigraphica 77 (pp. 371-396).
- Ramírez Sánchez, M.; Suárez Rivero, J. P.; Castellano Hernández, M. Á. (2014): "Epigrafía digital: tecnología 3D de bajo coste para la digitalización de inscripciones y su acceso desde ordenadores y dispositivos móviles", El profesional de la información 23/5 (pp. 467-474).